# 拉哈布拉 (加利福尼亚州)
拉哈布拉（英語：La Habra），是美国加利福尼亚州橙县下属的一座城市。建市于1925年1月20日，面积大约为7.37平方英里（19.1平方公里）。根据2010年美国人口普查，该市有人口60,239人。